# Westeinde (Hollands Kroon)
Westeinde is een buurtschap in de gemeente Hollands Kroon in de Nederlandse provincie Noord-Holland. Westeinde ligt in het uiterste westelijk deel van de polder Anna Paulowna, aan het eind van Molenvaart, daar waar hij stopt voor het Noordhollandsch Kanaal.

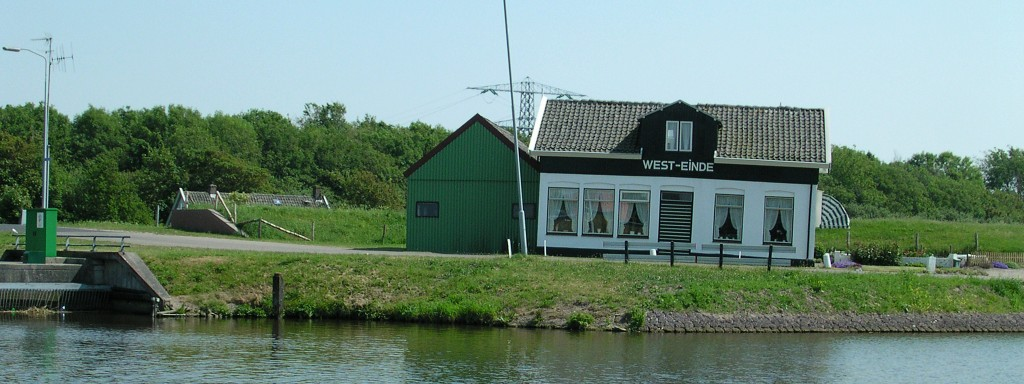
Huis aan de oever

Aan de ligging is ook de plaatsnaam ontleend. Bij het Westeinde gaat er een pont over het Noordhollandsch kanaal naar Noorderhaven/Julianadorp. De pont heeft dan ook de bijnaam Westeinde. Onder Westeinde ligt een windmolenpark; dit heette voorheen Windpark Anna Paulowna maar in de loop van 2005 zijn de windmolens vervangen door nieuwe en is het park omgedoopt tot Windpark Westeinde.
Tot 31 december 2011 behoorde Westeinde tot de gemeente Anna Paulowna die per 1 januari 2012 in een gemeentelijke herindeling samengevoegd is tot de gemeente Hollands Kroon.

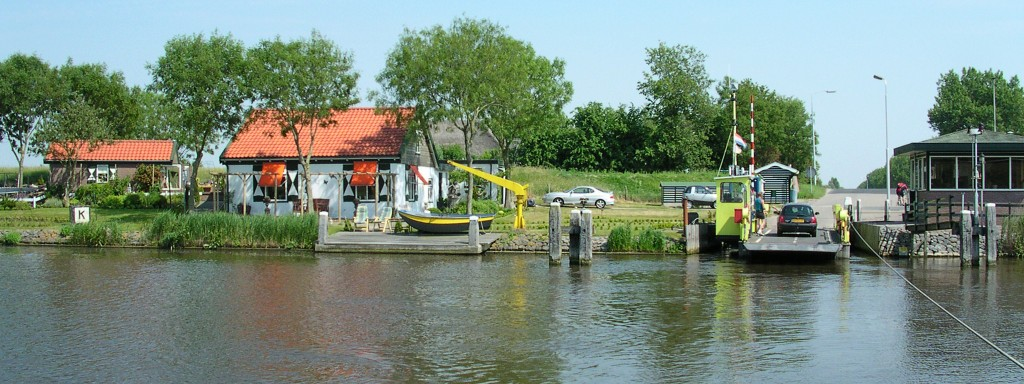
Het veerpont van Westeinde

Dorpen en gehuchten: Anna Paulowna · Barsingerhorn · Breezand · Den Oever · Haringhuizen · Hippolytushoef · De Haukes · Kleine Sluis · Kolhorn · Kreil · Kreileroord · Lutjewinkel · Middenmeer · Moerbeek · Nieuwe Niedorp · Nieuwesluis · Oosterklief · Oosterland · Oude Niedorp · Slootdorp · Smerp · Stroe · De Strook · Terdiek · Tolke (deels) · Van Ewijcksluis · Vatrop · 't Veld · Verlaat (deels) · Westerklief · Westerland · Wieringerwaard · Wieringerwerf · Winkel · Zijdewind

Buurtschappen: Blokhuizen · Dam · De Belt · De Bomen · De Elft · Emaus · Gelderse Buurt · De Gest · Groetpolder · Hanedoes · De Heid · De Hoelm · Hogebieren · Hollebalg · De Kampen · Langereis (deels) · De Leijen · Lutjekolhorn · Mientbrug · Noord-Stroe · Noordburen · Noorderbuurt · De Normer · Poolland · Spoorbuurt · Tin · Vennik (deels) · Wateringskant · De Weel (deels) · De Weere · Westeinde  · Zandburen

Noord-Holland: Steden en dorpen    Nederland: Provincies · Gemeenten